# عیال حاتم (روستا)
 عیال حاتم  (در عربی:  عَیال حاتم )
نام روستایی است در دهستان ذُوعَید از توابع استان مَحویت در کشور یمن در شبه جزیره عربستان.

## جمعیت
جمعیت آن (۱۱۹ ) نفر (۱۴ خانوار) می‌باشد.